# Fjordland do Pacífico Norte Americano
O Fjordland do Pacífico Norte Americano, também conhecido como Great Bear Fjordland, é uma ecorregião marinha na costa oeste da América do Norte, parte do reino marinho temperado do Pacífico Norte.
O fjordland está conectado através de processos oceanográficos que utilizam nutrientes e produtividade do Pacífico Norte, e os cursos d'água são habitats essenciais para populações substanciais de cetáceos do Pacífico Norte, incluindo baleias-comuns, orcas e baleias-jubarte.